# Receptor de linfocito B

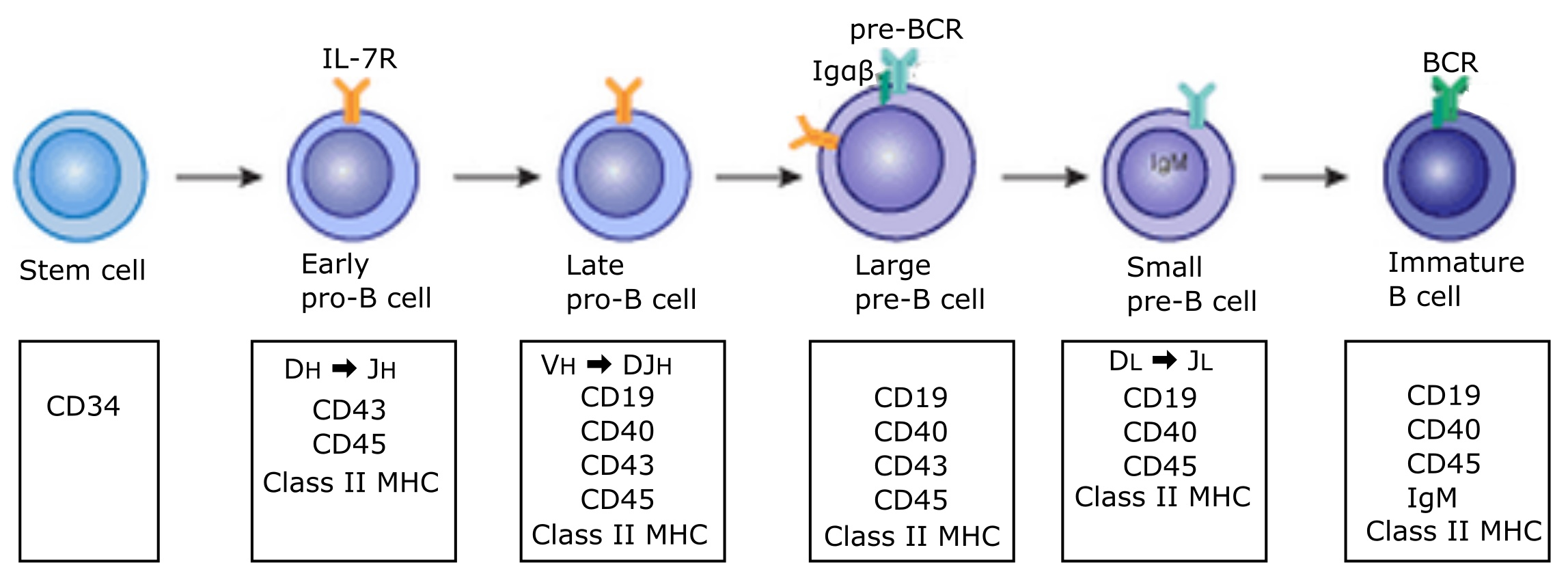
Evolución de un linfocito B

El principal receptor de los linfocitos B (BCR) es una molécula de inmunoglobulina no secretable, capaz de reconocer el antígeno, también llamado inmunoglobulina de superficie. Cada receptor tiene un especificidad por un único antígeno y cada linfocito B tiene un solo tipo de receptores haciendo que cada célula tenga especificidad para solo un antígeno.

## Estructura
La estructura del BCR es igual a la de las IgM, con algunas diferencias. En el extremo carboxiterminal de las cadenas pesadas hay una secuencia hidrofóbica que sirve de anclaje a la membrana citoplasmática. La región citosólica es corta, apenas sobresale de la membrana en el citoplasma y no tiene actividad enzimática, pero está asociada a tirosincinasas encargadas de transducir señales intracelulares.

## Reconocimiento antigénico
La unión de uno o varios antígenos de la misma especificidad al BCR estimula el entrecruzamiento de otras Ig vecinas al receptor ligando. Ello inicia una serie de señales intracelulares que terminan por:
- Aumentar la supervivencia del linfocito;
- Activa y mantiene la mitosis;
- Potencia la expresión de los coestimuladores como el B7 (B7-1 y B7-2) que se une a la molécula CD28 aumentando la capacidad de la célula B de activar los linfocitos T cooperadores
- Aumenta la expresión de receptores para citocinas, como la IL-2 y la IL-4.
- Promueve la migración de las células activadas desde los folículos linfáticos hacia las zonas ricas en linfocitos T

## Uso terapéutico de los BCRs
En la leucemia linfática crónica (CLL) aparecen expresados los receptores de los linfocitos B (BCRs) con marcada dependencia de señales microambientales que causan la proliferación de las células malignas y tienen consecuencias negativas en la supervivencia. Diversos medicamentos pueden alterar estas señales y pueden ser potenciales agentes terapéuticos en la LLC. Varios medicamentos están siendo evaluadas en diversos ensayos clínicos. Tienen respuestas clínicas favorables los inhibidores de las quinasas SYK (Fostamatinib o R788 y R406), tirosina kinasa de bruton - BTK (Ibrutinib  o PCI-32765 y AVL-292), y PI3Kδ (Idelalisib o CAL-101 o GS-1101), que funcionan mediante el bloqueo de la transducción de señal de BCR. Además, diversos estudios centrados en la PTPN22 fosfatasa (Benzofuran, Sotrastaurin, Enzastaurin, Ruboxistaurin), implicada en la patogénesis de múltiples enfermedades autoinmunes y sobreexpresado en células de la LLC, sugieren que pueden desarrollarse estrategias para reprogramar selectivamente los receptores de los linfocitos B (BCR) para que puedan inducir la muerte de células leucémicas.